# Pierre Laurent de Villantroys
Pierre Laurent de Villantroys, né le 6 janvier 1752 à Paris et mort le 16 janvier 1819 à Paris, est un militaire français de la Révolution et de l’Empire.

## Biographie
Pierre Laurent de Villantroys naît le 6 janvier 1752 à Paris.
Il est le fils d’un secrétaire du roi, trésorier de France, grand voyer de la généralité d’Orléans et commissaire des guerres.
Il fréquente le collège de Jully, d'où il sort à l'age de quinze anspour faire son droit et se livrer spécialement aux mathématiques.
Il entre en service le 27 juillet 1771, comme élève aux écoles d’artillerie de Bapaume et de Besançon. Il en sort lieutenant en second surnuméraire le 1er novembre 1774, au régiment d'artillerie de Grenoble et il obtient ses galons de lieutenant en second le 9 mai 1778.
Lieutenant en premier le 19 avril 1782, il reçoit son brevet de capitaine en second le 11 juin 1786. Le 6 février 1792, il devient capitaine commandant, puis il fait campagne en Corse.
Le 14 février 1794, il est nommé chef de bataillon, et le 16 il se trouve dans la baie de Fornali à Saint-Florent, lorsque le poste est attaqué par les Anglais.
Il soutient le feu continuel de l’ennemi pendant deux jours et une nuit, mais ayant perdu 180 hommes sur 400 qui composent la garnison, il ne peut empêcher les Anglais d’enlever le fort d’assaut. 
Prisonnier de guerre en Angleterre, il est de retour en France le 12 janvier 1796, et il est affecté à l’armée d’Italie, puis à celle de réserve. Il est promu chef de brigade le 20 mars 1800, et sous-directeur d’artillerie à Bruxelles le 21 mai suivant. Le 28 novembre de la même année, il est nommé directeur général des forges de l’artillerie, et le 12 novembre 1803, il devient commissaire de l’artillerie près l’administration des forges et salpêtres. Le 30 novembre suivant, il passe directeur du parc d’artillerie du camp de Compiègne et détaché au camp de Montreuil. Il est fait chevalier de la Légion d’honneur le 11 décembre 1803, et officier de l’ordre le 14 juin 1804. Il est admis sur sa demande à la retraite le 15 avril 1805
Rappelé à l’activité le 20 août 1809, il commande l’artillerie du corps d’observation formé à l’île de Cadzand, lors de la descente anglaise sur Flessingue, poste qu’il occupe jusqu’au 7 octobre 1809.
Il est réadmis à la retraite le 1er janvier 1812.
Il est fait chevalier de Saint-Louis le 20 août 1814, et commandeur de la Légion d’honneur le 6 janvier 1815.
Il meurt le 17 janvier 1819, à Paris.

## Invention et écrits
Il est l’inventeur des batteries de mortiers à plaque et à semelle, au moyen desquels, on peut lancer des bombes à plus de 3 800 mètres.
On lui doit :
- La traduction en français du premier volume, imprimé en 1802, des expériences faites en Angleterre par Hutton[5]
- L'instruction théorique à établir dans les écoles d'artillerie[5]
- Examen de la question de savoir, des voitures à deux roues ou a quatre roues[5]
- Deux mots en en réponse aux volumineuses observations de Grosbert[5]
- Essai sur les effets de la poudre dans les armes à feu et dans les mines[5]